# У потрази за сновима на Месецу
У потрази за сновима на Месецу (енгл. Moonshot) амерички је научнофантастични и љубавно-хумористички филм из 2022. године, у режији Кристофера Винтербауера, по сценарију Макса Такса. Главне улоге глуме: Кол Спраус, Лана Кондор, Мејсон Гудинг, Емили Рад и Зак Браф. Радња прати студенткињу (Кондор) која помаже баристи (Спраус) да се ушуња у свемирски шатл до Марса. Приказан је 31. марта 2022. за HBO Max.

## Улоге
| Глумац           | Улога          |
| ---------------- | -------------- |
| Кол Спраус       | Волт           |
| Лана Кондор      | Софи Цукино    |
| Мејсон Гудинг    | Калвин         |
| Емили Рад        | Џини           |
| Кристина Адамс   | Џен            |
| Мишел Буто       | капетан Тартер |
| Зак Браф         | Леон Кови      |
| Камерон Еспозито | Таби           |
| Сунита Дешпанде  | Селест         |
| Дејви Џонсон     | Ерл            |
| Лукас Гејџ       | Долтон         |